# 日德洛霍維采

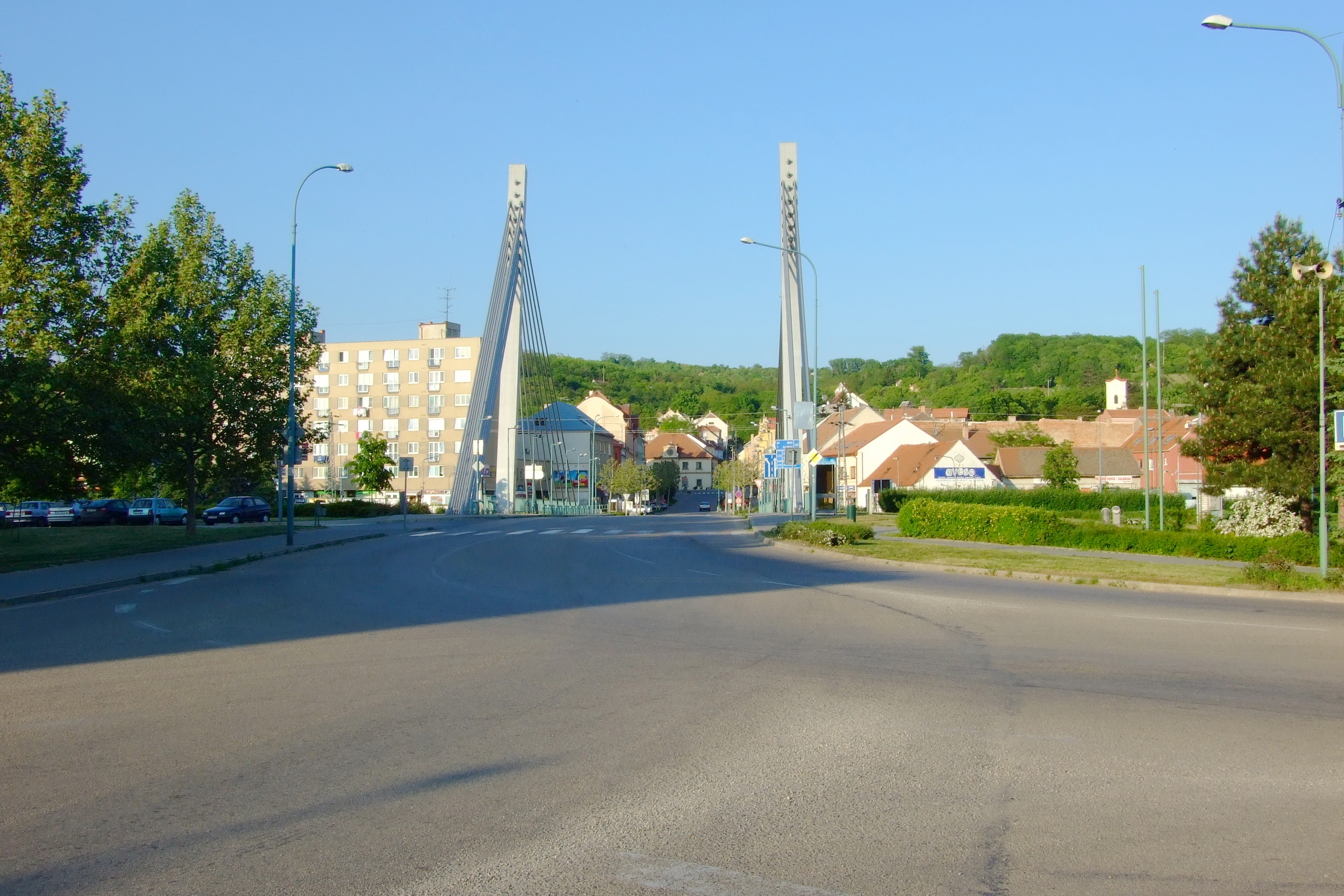

日德洛霍維采是捷克的城鎮，位於該國東南部，距離布爾諾約18公里，由南摩拉維亞州負責管轄，面積5.93平方公里，海拔高度190米，2011年人口3,533。

## 外部連結
- Czech Statistical Office: Municipalities of Brno-Country District